# فضة النيكل
فضة النيكل  هي سبيكة مصنوعة من النحاس والنيكل والزنك؛ وهي ذات مظهر فضي براق يوحي أنها حاوية على الفضة، ولكنها لا تحوي عليها.
عادةً ما يكون التركيب النمطي لهذه السبيكة على الشكل: 47–64% نحاس و10–25% نيكل و15–42% زنك؛ مع وجود نسب ضئيلة من عناصر أخرى مثل الرصاص أو القصدير أو المنغنيز أو الحديد.

## التسمية
يعرف لهذه السبيكة عدة أسماء فهي تعرف باسم سبيكة «الفضة الألمانية»؛ و «الفضة الجديدة» و«أرجنتان» (Argentan)؛ وكذلك «نحاس النيكل» (nickel brass)؛ بالإضافة إلى كل من «ألباتا» (albata) و«ألباكا» (alpacca).